# Zapasy na Letnich Igrzyskach Olimpijskich 1968 – kategoria do 70 kg w stylu klasycznym
Zmagania mężczyzn do 70 kg to jedna z ośmiu męskich konkurencji w zapasach w stylu klasycznym rozgrywanych podczas Letnich Igrzysk Olimpijskich 1968. Pojedynki w tej kategorii wagowej odbyły się w dniach 23 – 26 października.
Punktacja opierała się na systemie „złych punktów karnych”. Zwycięzca otrzymywał zero punktów za wygraną przez „tusz” (łopatki) lub dyskwalifikację; pół punktu za przewagę techniczną, a jeden za zwycięstwo na punkty. Dwa punkty przyznawano za remis, a dwa i pół za remis i pasywność. Za porażkę na punkty zawodnik otrzymywał trzy punkty. Przegrana przez przewagę techniczną skutkowała 3,5 punktami karnymi, a za łopatki lub dyskwalifikację przyznawano 4 punkty karne. Uzyskanie sześciu lub więcej punktów eliminowało zapaśnika z turnieju. Najlepsza trójka walczyła w rundzie finałowej. 

## Klasyfikacja[1]
| Pozycja | Nazwisko                  | Kraj              |
| ------- | ------------------------- | ----------------- |
| 1       | Muneji Munemura           | Japonia           |
| 2       | Stevan Horvat             | Jugosławia        |
| 3       | Petros Galaktopulos       | Grecja            |
| 4       | Klaus Rost                | RFN               |
| 5       | Eero Tapio                | Finlandia         |
| 6       | Giennadij Sapunow         | ZSRR              |
| 6       | Werner Holzer             | Stany Zjednoczone |
| 8       | Antal Steer               | Węgry             |
| 9       | Vítězslav Mácha           | Czechosłowacja    |
| 10      | Seo Hun-gyo               | Korea Południowa  |
| 11      | Klaus Pohl                | NRD               |
| 12      | Piero Bellotti            | Włochy            |
| 13      | Gord Garvie               | Kanada            |
| 13      | Jan Karlsson              | Szwecja           |
| 15      | Ion Enache                | Rumunia           |
| 16      | Kurt Madsen               | Dania             |
| 16      | Guy Marchand              | Francja           |
| 16      | António Galantinho        | Portugalia        |
| 19      | Kazım Ayvaz               | Turcja            |
| 20      | Mahmoud El-Sherbini       | Egipt             |
| 21      | Carlos Alberto Vario      | Argentyna         |
| 22      | Stojan Apostołow          | Bułgaria          |
| 22      | Muhammad Mukrim Binmansur | Maroko            |
| 24      | Ángel Aldama              | Gwatemala         |
| 24      | Mario Tovar               | Meksyk            |
| 24      | Eliseo Salugta            | Filipiny          |

## Wyniki

### Pierwsza runda[2]
| Zwycięzca           | Punkty karne | Wynik           | Przegrany                 | Punkty karne |
| ------------------- | ------------ | --------------- | ------------------------- | ------------ |
| Klaus Rost          | 1            | Na punkty       | Mahmoud El-Sherbini       | 3            |
| Ion Enache          | 2,5          | Remis           | Kazım Ayvaz               | 2,5          |
| Eero Tapio          | 4            | Łopatki         | Eliseo Salugta            | 0            |
| Antal Steer         | 1            | Na punkty       | Stojan Apostołow          | 3            |
| Muneji Munemura     | 0            | Dyskwalifikacja | Piero Bellotti            | 4            |
| Guy Marchand        | 1            | Na punkty       | Carlos Alberto Vario      | 3            |
| Seo Hun-gyo         | 0            | Dyskwalifikacja | Ángel Aldama              | 4            |
| António Galantinho  | 1            | Na punkty       | Gord Garvie               | 3            |
| Petros Galaktopulos | 0            | Dyskwalifikacja | Mario Tovar               | 4            |
| Klaus Pohl          | 0,5          | Przewaga        | Vítězslav Mácha           | 3,5          |
| Giennadij Sapunow   | 0            | Łopatki         | Jan Karlsson              | 4            |
| Stevan Horvat       | 0            | Łopatki         | Kurt Madsen               | 4            |
| Werner Holzer       | 0            | Łopatki         | Muhammad Mukrim Binmansur | 4            |

### Druga runda[3]
| Zwycięzca           | Punkty karne | Wynik     | Przegrany                 | Punkty karne |
| ------------------- | ------------ | --------- | ------------------------- | ------------ |
| Ion Enache          | 3,5          | Na punkty | Mahmoud El-Sherbini       | 6            |
| Klaus Rost          | 3            | Remis     | Kazım Ayvaz               | 4,5          |
| Antal Steer         | 1            | Łopatki   | Eliseo Salugta            | 8            |
| Eero Tapio          | 0            | Łopatki   | Stojan Apostołow          | 7            |
| Muneji Munemura     | 0,5          | Przewaga  | Carlos Alberto Vario      | 6,5          |
| Piero Bellotti      | 5            | Na punkty | Guy Marchand              | 4            |
| Seo Hun-gyo         | 1            | Na punkty | António Galantinho        | 4            |
| Gord Garvie         | 3            | Łopatki   | Ángel Aldama              | 8            |
| Vítězslav Mácha     | 3,5          | Łopatki   | Mario Tovar               | 8            |
| Petros Galaktopulos | 0            | Łopatki   | Klaus Pohl                | 4,5          |
| Giennadij Sapunow   | 1            | Na punkty | Stevan Horvat             | 3            |
| Jan Karlsson        | 4            | Łopatki   | Werner Holzer             | 4            |
| Kurt Madsen         | 5            | Na punkty | Muhammad Mukrim Binmansur | 7            |

### Trzecia runda[4]
| Zwycięzca           | Punkty karne | Wynik           | Przegrany          | Punkty karne |
| ------------------- | ------------ | --------------- | ------------------ | ------------ |
| Klaus Rost          | 3            | Dyskwalifikacja | Ion Enache         | 7,5          |
| Eero Tapio          | 2            | Remis           | Antal Steer        | 3            |
| Muneji Munemura     | 0,5          | Łopatki         | Guy Marchand       | 8            |
| Piero Bellotti      | 6            | Na punkty       | Seo Hun-gyo        | 4            |
| Petros Galaktopulos | 0            | Łopatki         | António Galantinho | 8            |
| Vítězslav Mácha     | 3,5          | Dyskwalifikacja | Gord Garvie        | 7            |
| Klaus Pohl          | 5,5          | Na punkty       | Giennadij Sapunow  | 4            |
| Stevan Horvat       | 4            | Na punkty       | Jan Karlsson       | 7            |
| Werner Holzer       | 5            | Na punkty       | Kurt Madsen        | 8            |
| Kazım Ayvaz         | -            | Wycofał się     |                    |              |

### Czwarta runda[5]
| Zwycięzca           | Punkty karne | Wynik     | Przegrany       | Punkty karne |
| ------------------- | ------------ | --------- | --------------- | ------------ |
| Klaus Rost          | 4            | Na punkty | Eero Tapio      | 5            |
| Muneji Munemura     | 1,5          | Na punkty | Antal Steer     | 6            |
| Petros Galaktopulos | 1            | Na punkty | Seo Hun-gyo     | 7            |
| Giennadij Sapunow   | 5            | Na punkty | Vítězslav Mácha | 6,5          |
| Stevan Horvat       | 4            | Łopatki   | Klaus Pohl      | 9,5          |
| Werner Holzer       | 5            | Bez walki |                 |              |

### Piąta runda[6]
| Zwycięzca           | Punkty karne | Wynik     | Przegrany         | Punkty karne |
| ------------------- | ------------ | --------- | ----------------- | ------------ |
| Klaus Rost          | 5            | Na punkty | Werner Holzer     | 8            |
| Muneji Munemura     | 4            | Remis     | Eero Tapio        | 7,5          |
| Petros Galaktopulos | 2            | Na punkty | Giennadij Sapunow | 8            |
| Stevan Horvat       | 4            | Bez walki |                   |              |

### Szósta runda[7]
| Zwycięzca       | Punkty karne | Wynik     | Przegrany           | Punkty karne |
| --------------- | ------------ | --------- | ------------------- | ------------ |
| Stevan Horvat   | 5            | Na punkty | Klaus Rost          | 8            |
| Muneji Munemura | 5            | Na punkty | Petros Galaktopulos | 5            |

### Runda finałowa
| Zwycięzca       | Punkty karne | Wynik     | Przegrany           | Punkty karne                   |
| --------------- | ------------ | --------- | ------------------- | ------------------------------ |
| Muneji Munemura | 1            | Na punkty | Petros Galaktopulos | 3 (zaliczony wynik z VI rundy) |
| Muneji Munemura | 3,5          | Remis     | Stevan Horvat       | 2,5                            |
| Stevan Horvat   | 5            | Remis     | Petros Galaktopulos | 5,5                            |